# Namizna igra evropskega sloga
Namizne igre evropskega sloga, včasih tudi nemškega sloga, so ohlapen razred namiznih iger, ki jih druži abstraktna mehanika in poudarek na strateškem načrtovanju brez neposredne interakcije med igralci. Element sreče in konflikt med igralci sta v tovrstnih igrah malo izražena, pogosto vključujejo trgovanje in ne izločajo igralcev pred koncem. Kot nakazuje ime, namizne igre evropskega sloga nastajajo pretežno v Evropi, predvsem Nemčiji, ki velja za središče evropske industrije namiznih iger. Nasprotje so namizne igre ameriškega sloga, ki poudarjajo konflikt med igralci, pri njih ima mnogo večjo vlogo element sreče in pogosto so tematske.
Ena najbolj znanih iger evropskega sloga so Naseljenci otoka Catan avtorja Klausa Teuberja, ki je ob izidu leta 1995, še bolj pa s prevodom v angleščino, povzročila preporod trga namiznih iger. Med bolj znanimi oblikovalci je še Reiner Knizia.